# Региональный интернет-регистратор
Региональный интернет-регистратор (англ. Regional Internet Registry) — организация, занимающаяся вопросами адресации и маршрутизации в сети Интернет.
Региональные регистраторы занимаются технической стороной функционирования Интернета: выделением IP-адресов, номеров автономных систем, регистрацией обратных зон DNS и другими техническими проектами. Часто региональные регистраторы занимаются статистическим анализом сетей, мониторингом точек обмена трафиком и поддержкой корневых зон DNS.
Статус RIR присваивается ICANN. Все RIR являются организациями, существующими на взносы своих членов. IANA делегирует RIR большие объёмы Интернет-ресурсов, которые RIR переделегируют своим членам в соответствии со своими правилами.
Все RIR коллективно образуют NRO (англ. Number Resource Organization), созданную для представления интересов RIR и глобального взаимодействия.
На данный момент существуют пять RIR:
- American Registry for Internet Numbers (ARIN) — для Северной Америки;
- RIPE Network Coordination Centre (RIPE NCC) — для Европы, Ближнего Востока и Центральной Азии;
- Asia-Pacific Network Information Centre (APNIC) — для Азии и Тихоокеанского региона;
- Latin American and Caribbean Network Information Centre (LACNIC) — для Латинской Америки и Карибского региона;
- African Network Information Centre (AfriNIC) — для Африки и региона Индийского океана.